# Canthyporus kenyensis
Canthyporus kenyensis är en skalbaggsart som beskrevs av Bilardo och Annika Sanfilippo 1979. Canthyporus kenyensis ingår i släktet Canthyporus och familjen dykare. Inga underarter finns listade i Catalogue of Life.